# BMW F22
La  BMW F22 (sigla di progetto utilizzata per la coupé, mentre F23 per la cabriolet) corrisponde alla prima generazione della Serie 2 Coupé, un'autovettura compatta di fascia media prodotta dalla casa automobilistica tedesca BMW a partire dalla fine del 2013, anche se in generale la sua data di debutto viene indicata nell'anno 2014.

## Storia e profilo

### Scelta del nome
Il nome è stato scelto sulla base delle nuove regole di nomenclatura di BMW che identificano con i numeri pari le Coupé-Cabrio basate sulla meccanica delle berline identificate con il numero dispari precedente. La Serie 2 quindi sostituisce i precedenti modelli identificati come Serie 1 coupé e cabrio.
I creativi che hanno curato il lancio commerciale della vettura hanno poi sfruttato la assonanza del nome della vettura con quello della berlina sportiva BMW Serie 02 degli anni sessanta/settanta del secolo scorso per creare un legame tra le due automobili, che sono state concepite entrambe per lo stesso tipo di clientela.

### Debutto
Le prime foto e dati ufficiali relative alla F22 sono state pubblicate ad ottobre 2013 e la commercializzazione, già a novembre la casa bavarese ha cominciato a prendere le prime ordinazioni, ma la sua presentazione in anteprima mondiale si è avuta al Salone dell'automobile di Detroit nel gennaio del 2014.

### Design esterno ed interno
Sebbene più grande della 1 coupé, la Serie 2 Coupé non pesa più di prima. Il corpo vettura è più aerodinamico con un coefficiente di resistenza aerodinamica pari a 0,29.

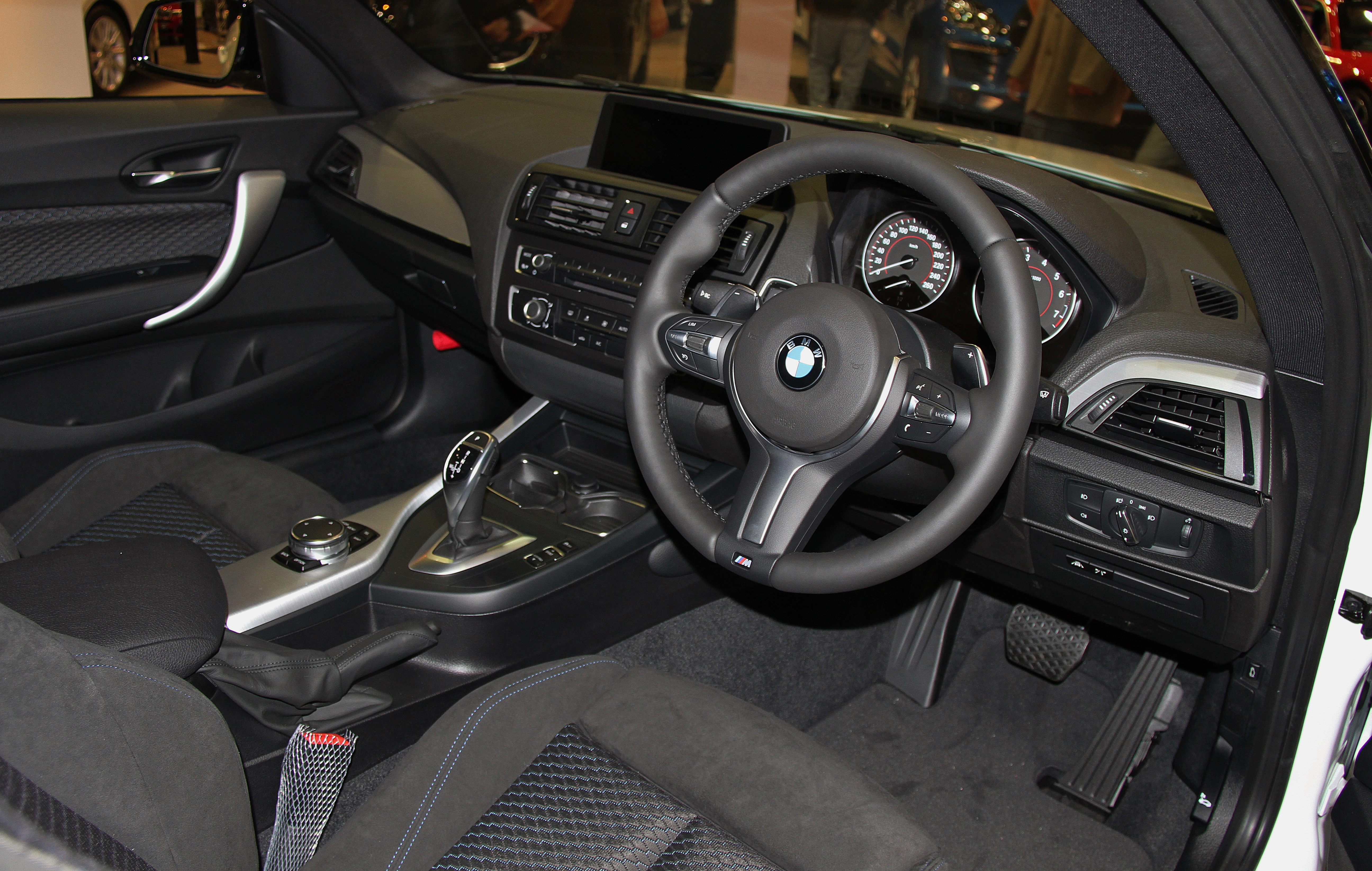
Interni

Esattamente come vuole il nuovo criterio di denominazione, alla nuova sigla corrisponde anche un design più specifico, che in qualche modo si distacchi dalla berlina con cui il modello è tecnicamente imparentato. E difatti, questa prima generazione della Serie 2  presenta notevoli differenze rispetto alla BMW F20 da cui deriva. Pur conservando come nella Serie 1 Coupé la classica configurazione di carrozzeria del tipo coupé a 3 volumi, la Serie 2 evidenzia però tratti meno grezzi e più eleganti, con linee più morbide e meno spigolose. Tale impressione è data anche dalle maggiori dimensioni del corpo vettura, visto che la F22 risulta più lunga di 108 mm rispetto alla vecchia Serie 1 Coupé. Il frontale è forse la parte che presenta le maggiori novità stilistiche, evidenti nel nuovo disegno dei fari (con tecnologia a led integrata), più sottili ed elaborati rispetto alle versioni a 3 e 5 porte. Tali fari, che conservano ancora la classica composizione sdoppiata, assumono un disegno appuntito nella parte interna. Presente anche l'immancabile calandra a doppio rene, tipica da sempre di tutti i modelli BMW. 
La linea laterale è caratterizzata da una distintiva nervatura del corpo che si alza dietro l'asse anteriore e corre salendo nel parafango posteriore dando una dinamica sportiva alle fiancate. I passaruota svasati inoltre sottolineano la sportività del corpo vettura.
La fiancata è caratterizzata da nervature laterali (appena sotto la linea di cintura e appena sopra la zona sottoporta) volte a conferire maggior dinamismo alla vista d'insieme. Evidente anche il cofano motore assai allungato, la coda corta ma ben distinta e l'abitacolo arretrato. L'andamento del padiglione è arcuato e disegna una superficie vetrata laterale a forma di spicchio, con i vetri posteriori tagliati inferiormente dal classico gomito di Hofmeister. La coda della F22 è quella che invece conserva maggiormente un legame stilistico con quella del modello che l'ha preceduta, ma i gruppi ottici sono di disegno più moderno, simile a quello della Serie 4, anche se molto meno protesi verso il centro della coda.
Nella zona posteriore inferiore, l'integrazione tra il paraurti e i due tubi di scarico rende il veicolo visivamente più basso sulla strada. Il carattere particolarmente sportivo della BMW M235i è evidenziato da uno spoiler sul portellone. Questo ha anche la funzione di deportanza e carico aerodinamico al posteriore quando si viaggia a velocità elevate.
Le luci posteriori sono costituite da un unico pezzo formato da un fascio di luce rossa a forma di L rovesciata a LED.
L'abitacolo conserva il classico disegno delle BMW più moderne, con la plancia rivolta verso il guidatore e la consolle massiccia dotata della manopola del sistema multimediale iDrive. Le migliorie si hanno specialmente nella zona posteriore, dove l'aumento delle dimensioni del corpo vettura ha portato i maggiori benefici: qui, infatti, i passeggeri posteriori possono disporre di 21 millimetri di spazio in più in lunghezza. I sedili anteriori sono leggermente avvolgenti, ed la plancia è formata da strati sovrapposti di materiali differenti (principio del layering). Il bagagliaio ha una capacità di 390 litri, ossia 20 litri in più rispetto alla Serie 1 Coupé.

### Meccanica e motorizzazioni
La prima generazione della Serie 2 riprende la base meccanica della contemporanea Serie 1, costituita dai modelli F20 (5 porte) e F21 (3 porte). La meccanica telaistica prevede un avantreno a doppio snodo con bracci oscillanti ed un retrotreno a cinque bracci. Tali componenti sono tutte realizzate in lega di alluminio per contenere i pesi e ricevono una taratura specifica a seconda del modello. L'impianto frenante prevede dischi sulle quattro ruote, mentre lo sterzo prevede invece un servocomando di tipo elettromeccanico.

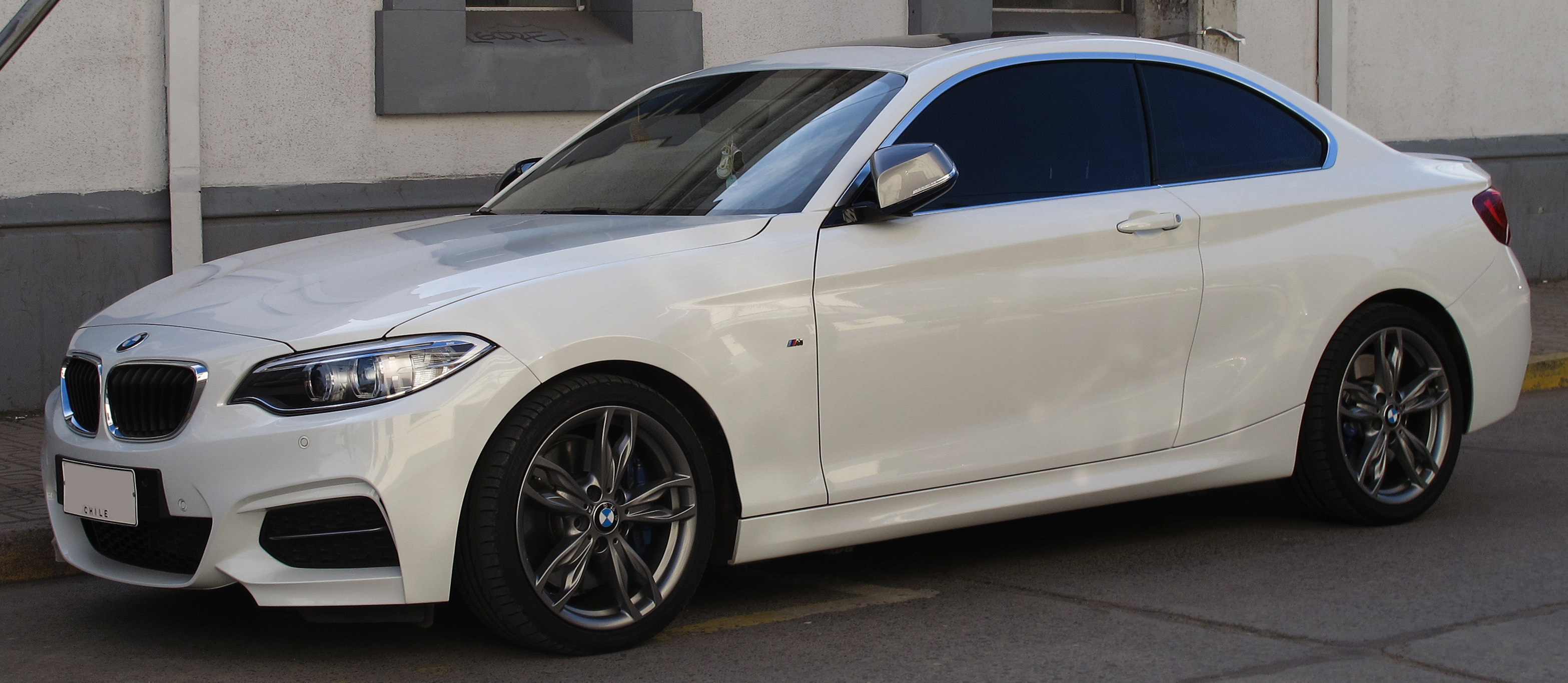
Vista laterale M235i

Al suo debutto la F22 è prevista in tre motorizzazioni, due a benzina ed una a gasolio:
- 220i, versione di accesso della gamma iniziale, equipaggiata da un motore N20 da 1997 cm3 con sovralimentazione mediante turbocompressore twin-scroll e potenza massima di 184 CV;
- M235i, versione di punta meccanicamente derivata dalla top di gamma della Serie 1, con trazione posteriore ed equipaggiata con il 6 cilindri N55 da 2979 cm3, anch'esso con sovralimentazione twin-scroll e con potenza massima di 326 CV;
- 220d: versione a gasolio spinta dal motore N47 della cilindrata di 1995 cm3 e con potenza massima di 184 CV.

Il cambio previsto di serie per tutti i modelli è del tipo manuale a 6 marce, ma in opzione è possibile avere un cambio automatico sequenziale Steptronic ad 8 rapporti.

## Evoluzione

### Active Tourer
Il modello, annunciato nel febbraio 2014 e presentato in anteprima mondiale al salone dell'automobile di Ginevra il mese successivo, è la prima monovolume della BMW di medie dimensioni (concorrente della Mercedes Classe B) ed è anche il primo modello della casa bavarese ad avere la trazione anteriore e motore trasversale. Si tratta quindi di un modello che dal punto di vista tecnico non ha nulla a che vedere con le Serie 2 coupé e cabriolet.

### Aggiornamenti

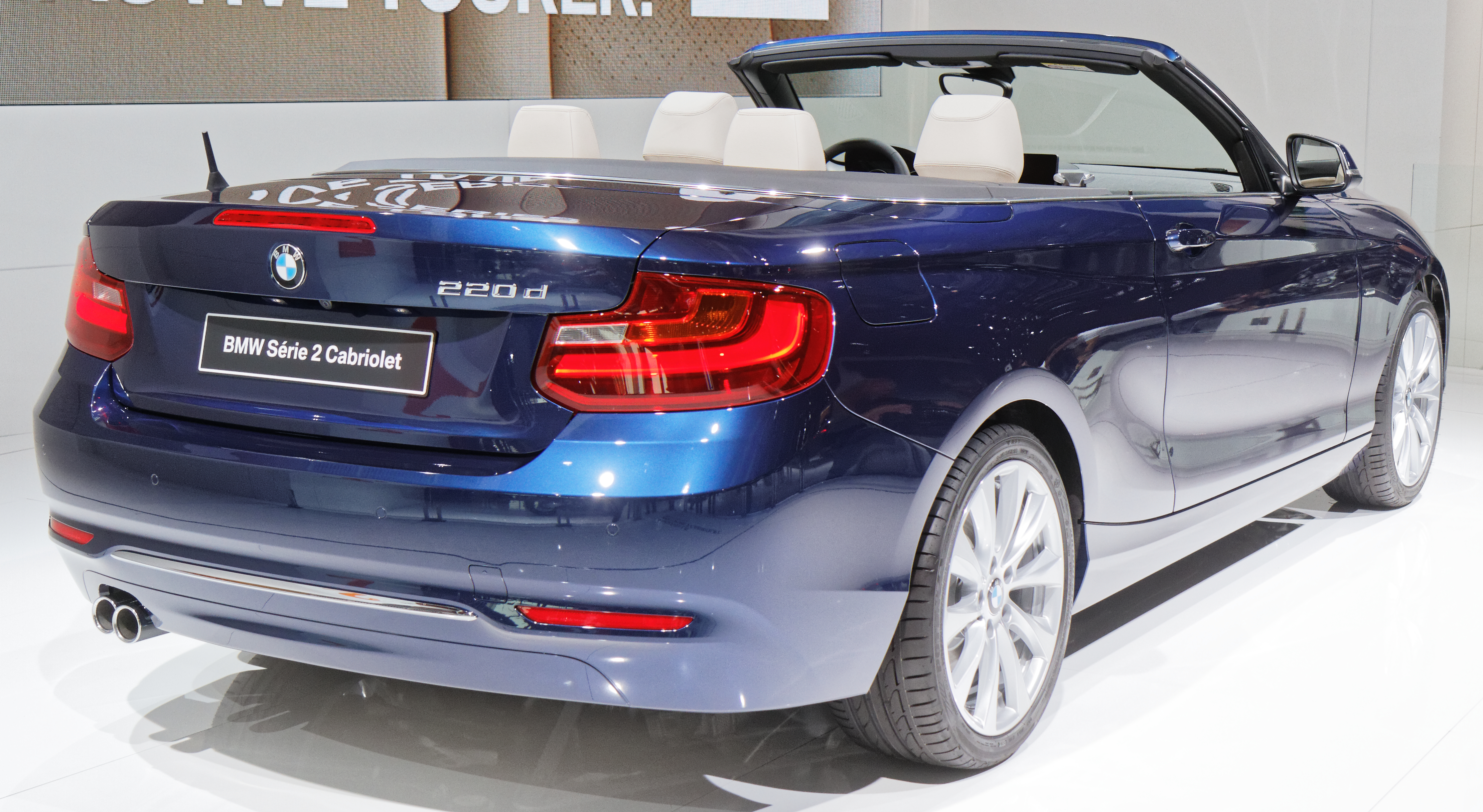
Posteriore di una BMW 220d Cabriolet F23

Poco dopo il suo debutto, la gamma della F22 si amplia con l'arrivo di due nuove motorizzazioni a gasolio: da una parte la 218d, equipaggiata con il 2 litri turbodiesel da 143 CV, mentre dall'altra si ha l'arrivo della 225d, spinta dallo stesso 2 litri, ma con doppia sovralimentazione, cosicché la potenza lievita a 218 CV.
Alla fine dell'estate 2014, si hanno due nuovi arrivi: uno è la 228i, versione intermedia tra le due a benzina già esistenti (220i e M235i), equipaggiata con un 2 litri turbo da 245 CV; l'altra novità nella gamma della F22 è invece rappresentata dalla M235i xDrive, motoristicamente identica alla M235i, ma con in più la soluzione della trazione integrale xDrive ed il cambio automatico sequenziale Steptronic ad 8 rapporti. 

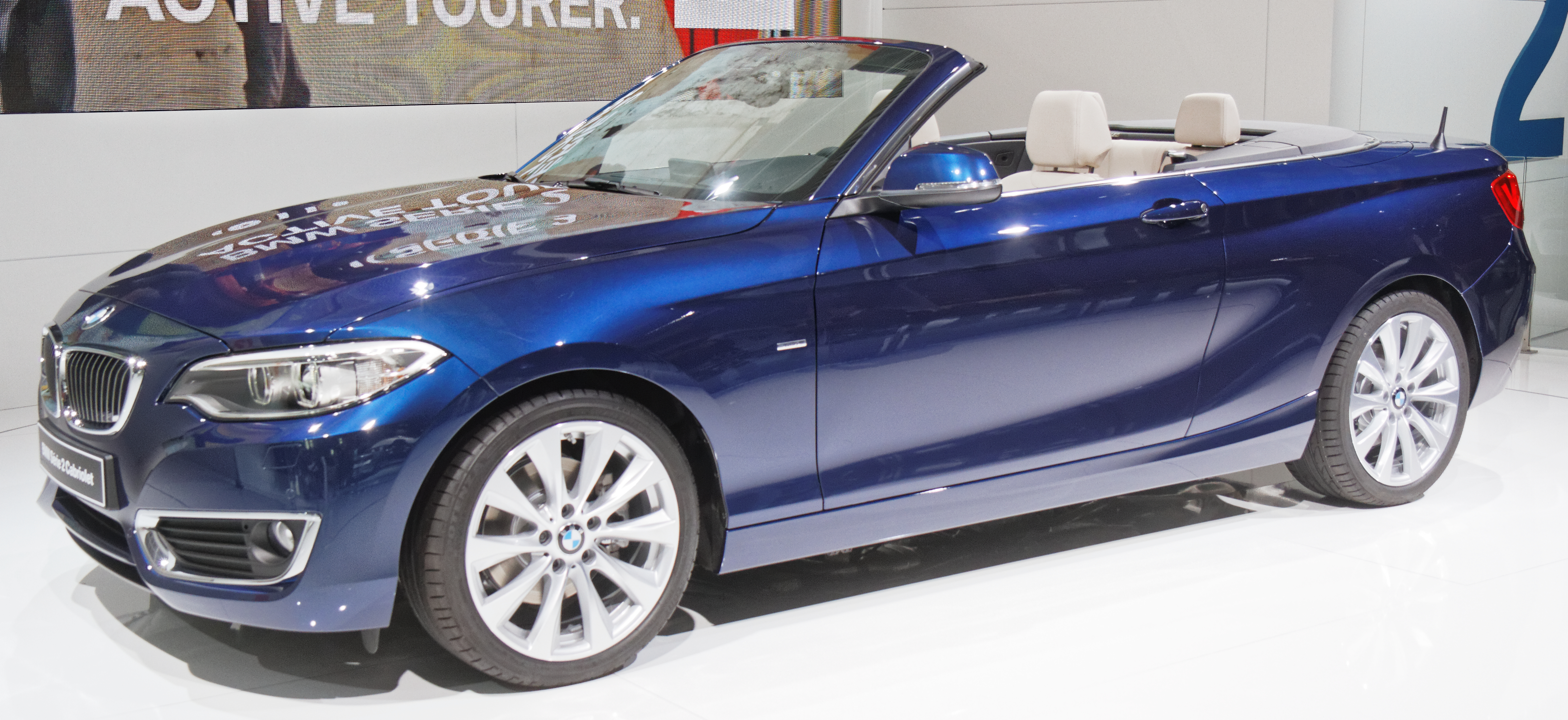
Una Serie 2 Cabriolet

Il Salone di Parigi del 2014 ha esordito la Serie 2 Cabrio (sigla di progetto F23), versione "scoperta" della coupé. Si tratta di una cabriolet con capote in tela la cui gamma motori riprende in parte quella della versione chiusa. Le differenze nella gamma motori stanno innanzitutto nel fatto che esiste inizialmente un solo motore a gasolio, ossia il 2 litri turbodiesel da 190 CV destinato ad essere montato anche nella 220d Coupé al posto dell'unità da 184 CV. Inoltre, è presente anche un'inedita motorizzazione rappresentata dal nuovo tricilindrico B38 da 1.5 litri con turbocompressore e potenza massima di 136 CV. Questa motorizzazione, presente nella 218i Cabrio, rappresenta il modello di base di una gamma che peraltro, al contrario della coupé, non dispone inizialmente di modelli a trazione integrale. A parità di motorizzazione, la cabriolet pesa in media circa 150 kg in più rispetto alla corrispondente versione coupé. Nonostante la presentazione della cabriolet fosse avvenuta già nell'autunno del 2014, il suo lancio commerciale fu fissato per il 28 febbraio 2015.
Contemporaneamente al lancio della cabriolet, la 220d coupé divenne disponibile anche con trazione integrale, mentre in estate il tricilindrico a benzina da 136 CV arrivò ad equipaggiare anche la nuova 218i coupé. Alla fine del 2015, invece, le versioni 218d e 225d ricevettero il nuovo motore modulare B47, sempre da 2 litri, ma rispettivamente con potenze di 150 e 224 CV. Per l'occasione, queste due versioni andarono ad essere proposte anche nelle versioni cabriolet. 
A fine novembre 2015 si ebbe l'arrivo in listino della nuova versione sportiva di punta, ossia la M2, spinta da una versione potenziata del 3 litri sovralimentato che già equipaggiava le versioni M235i, e che nel caso della nuova arrivata raggiungeva 370 CV di potenza massima. Creata e sviluppata in collaborazione col il reparto Motorsport della BMW, questa variante ad alte prestazioni è alimentata dal motore BMW N55, un sei cilindri in linea con 370 CV e 465 Nm. Il peso a secco è di 1495 Kg e la trazione è in ogni caso posteriore. La M2 è in grado di accelerare da 0 a 100 km/h in 4,5 secondi con il cambio manuale a 6 marce, mentre con il cambio a 7 marce a doppia frizione il tempo scende a 4,3 secondi. La velocità massima è limitata a 250 km/h, ma il limitatore può essere alzato fino a 270 km/h grazie al pacchetto opzionale M Driver Package. 
A maggio 2016, le versioni 228i e M235i vengono sostituite rispettivamente dalle versioni 230i e M240i, spinte dai due nuovi motori modulari da 2 e 3 litri, ed in grado di sviluppare fino a 252 e 340 CV di potenza massima. Nella stessa occasione, il 2 litri della 230i viene montato in versione depotenziata anche sotto il cofano della 220i, che va a sostituire la precedente unità N20. Nel nuovo motore, la potenza massima rimane comunque di 184 CV, mentre cambiano solo alcune caratteristiche relative all'erogazione.

### Restyling 2017
Un anno dopo a maggio 2017 per la prima generazione della Serie 2 è la volta di un lieve restyling di metà carriera, limitato esteticamente solo ad alcuni dettagli come i fascioni dei paraurti e i fanali dalla forma interna esagonale (e non più circolare) del profilo di ognuno dei fari singoli racchiusi a coppie all'interno di ogni gruppo ottico, che diventano full LED. Introdotta anche una calandra a doppio rene di maggiori dimensioni; i cambiamenti estetici hanno coinvolto anche i fari posteriori dalla inedita trama interna completamente a LED. Internamente gli aggiornamenti sono concentrati sulla plancia con l'aggiunta di alcuni dettagli cromati, viene ridisegnato il cruscotto con un nuovo quadro strumenti e il comparto multimediale, con un nuovo infotainment dove il display diventa touchscreen e viene montato un sistema di ricarica a induzione per lo smartphone. Invariata la gamma motori.

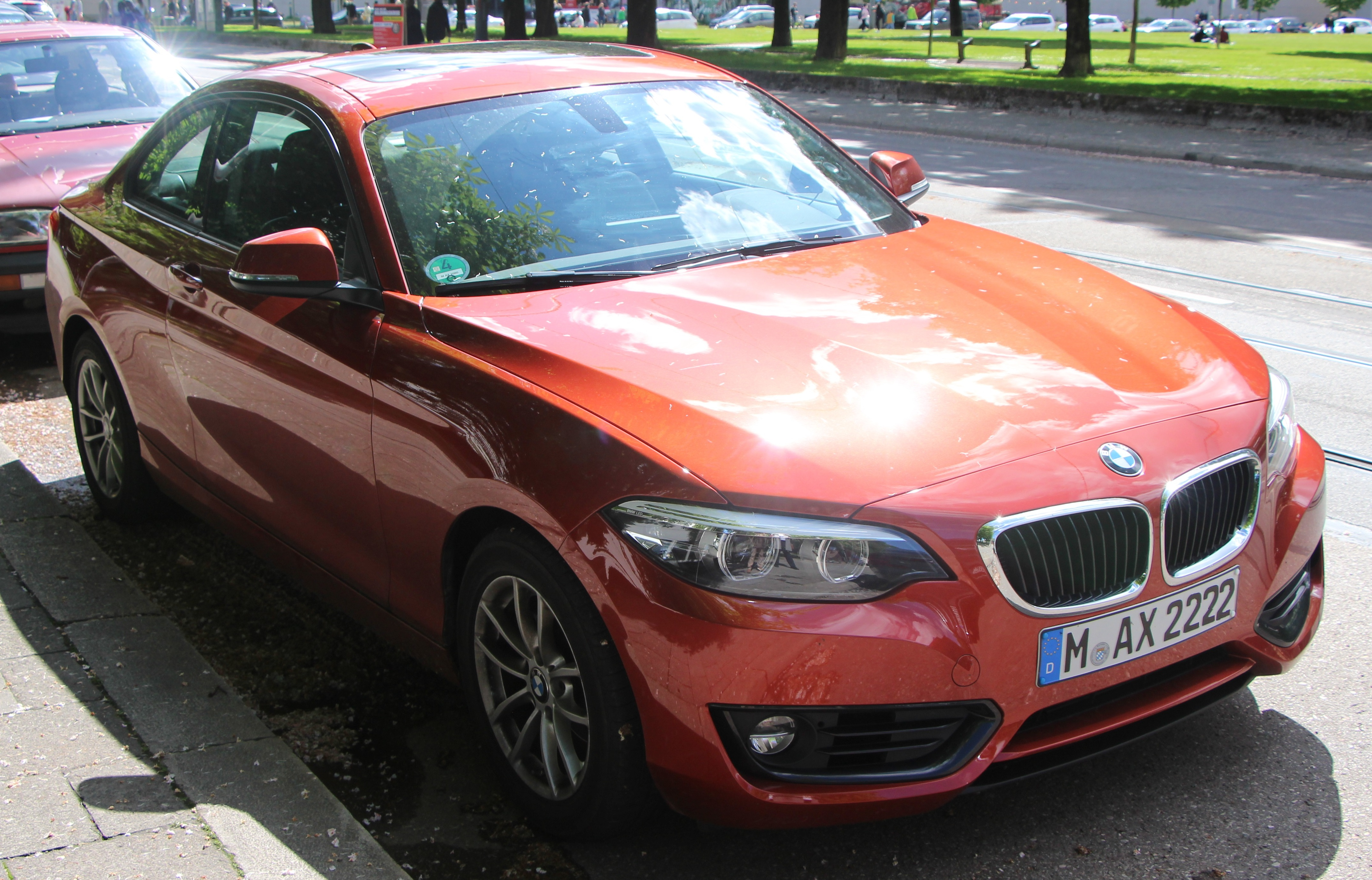
Una 218i Coupé Restyling

Da quel momento, cominciò la fase calante della gamma F22/F23: mentre negli anni seguenti vennero lanciate alcune edizioni particolarmente performanti della top di gamma M2, tra il 2019 e il 2020 vennero cancellate tutte le motorizzazioni diesel. Dal marzo 2019 tutti i modelli sono stati dotati delle luci posteriori brunite, mentre le versioni 230i e 225d sono state tolte dal listino.
Alla fine dell'estate 2021 l’intera gamma venne tolta di produzione: rimase in listino per alcuni mesi solo la cabriolet, ma unicamente per smaltire le scorte giacenti.

## Versioni speciali

### M235i Track Edition
Nel 2015 la BMW ha realizzato la M235i Track Edition un'edizione limitata venduta solo in alcuni mercati selezionati. L'auto montava lo stesso motore BMW N55B30 della M235i standard, ma era dotata di un differenziale LSD specifico, sospensioni M Performance, scarico M Performance ed erano stati rimossi i sedili a regolazione elettrica e il tettuccio apribile per risparmiare peso. Esteticamente era caratterizzata dalla copertura degli specchietti in carbonio, uno spoiler sul bagagliaio e un pacchetto aerodinamico dotato di varie appendici per migliorare la deportanza.
Le prime modifiche apportate alla F22 sono state introdotte nell'estate 2016 e consistevano nel sistema iDrive 5.0 e della ricarica wireless per gli smartphone.

### M240i M Performance
In contemporanea con questo aggiornamento, viene introdotta una versione a taratura limitata di 750 esemplari chiamata M240i M Performance Edition. Costruita sulla base della M240i restyling, essa è dotata del motore da 3,0 litri TwinPower Turbo con architettura a 6 cilindri in linea da 340 CV, che può essere abbinato alla trasmissione manuale a 6 velocità o automatica a 8 velocità della ZF; la trazione è posteriore o integrale xDrive. Nella configurazione con trazione integrale e cambio automatico lo scatto da 0 a 100 km/h viene coperto in 4,4 secondi. Meccanicamente la vettura rimane invariata rispetto alla M240i, a cui aggiunge alcuni accessori chiamati M Performance. Esteticamente presenta una tinta della carrozzeria bianca e offre cerchi in lega forgiati da 19 pollici che calzano pneumatici 225/35 all'avantreno e 245/30 al retrotreno, a cui abbina particolari in tinta nera come il doppio rene e le minigonne sottoporta, mentre alcune componenti aerodinamiche come lo spoiler e le calotte degli specchietti sono in carbonio.

## Tabella riepilogativa
Di seguito vengono riepilogate le caratteristiche relative alle varie versioni della gamma della prima generazione della Serie 2:
| Modello            | Carrozzeria | Motore | Cilindrata cm3 | Alimentazione                             | Potenza CV/rpm | Coppia Nm/rpm  | Trazione   | Cambio/ N°rapporti  | Massa a vuoto (kg) | Velocità max | Acceler. 0-100 km/h | Consumo (l/100 km) | Emissioni CO2/ (g/km) | Anni di produzione |
| Versioni a benzina |             |        |                |                                           |                |                |            |                     |                    |              |                     |                    |                       |                    |
| 218i               | Coupé       | B38B20 | 1499           | Iniezione elettronica Turbo single-scroll | 136/ 4500-6000 | 220/ 1250-4300 | posteriore | Manuale 6 marce     | 1.340              | 210          | 8"8                 | 5,1                | 130                   | 06/2015-08/2021    |
| 218i               | Cabrio      | B38B20 | 1499           | Iniezione elettronica Turbo single-scroll | 136/ 4500-6000 | 220/ 1250-4300 | posteriore | Manuale 6 marce     | 1.495              | 207          | 9"4                 | 6                  | 139                   | 03/2015-08/2021    |
| 220i               | Coupé       | N20B20 | 1997           | Iniezione elettronica Turbo double-scroll | 184/ 5000-6250 | 270/ 1250-4500 | posteriore | Manuale 6 marce     | 1.350              | 235          | 7"                  | 6,1                | 142                   | 11/2013-06/2016    |
| 220i               | Coupé       | B48B20 | 1998           | Iniezione elettronica Turbo double-scroll | 184/5000       | 290/ 1350-4250 | posteriore | Manuale 6 marce     | 1.380              | 235          | 7"1                 | 6                  | 138                   | 07/2016-07/2021    |
| 220i               | Cabrio      | N20B20 | 1997           | Iniezione elettronica Turbo double-scroll | 184/ 5000-6250 | 270/ 1250-4500 | posteriore | Manuale 6 marce     | 1.515              | 231          | 7"5                 | 6,9                | 161                   | 03/2015-06/2016    |
| 220i               | Cabrio      | B48B20 | 1998           | Iniezione elettronica Turbo double-scroll | 184/5000       | 290/ 1350-4250 | posteriore | Manuale 6 marce     | 1.520              | 231          | 7"5                 | 6,5                | 149                   | 07/2016-07/2021    |
| 228i               | Coupé       | N20B20 | 1997           | Iniezione elettronica Turbo double-scroll | 245/ 5000-6500 | 350/ 1250-4800 | posteriore | Manuale 6 marce     | 1.385              | 250          | 5"8                 | 6,6                | 154                   | 07/2014-06/2016    |
| 228i               | Cabrio      | N20B20 | 1997           | Iniezione elettronica Turbo double-scroll | 245/ 5000-6500 | 350/ 1250-4800 | posteriore | Manuale 6 marce     | 1.535              | 250          | 6"1                 | 7                  | 163                   | 03/2015-06/2016    |
| 230i               | Coupé       | B48B20 | 1998           | Iniezione elettronica Turbo double-scroll | 252/ 5200-6500 | 350/ 1450-4800 | posteriore | Manuale 6 marce     | 1.425              | 250          | 5"6                 | 6                  | 134                   | 07/2016-07/2021    |
| 230i               | Cabrio      | B48B20 | 1998           | Iniezione elettronica Turbo double-scroll | 252/ 5200-6500 | 350/ 1450-4800 | posteriore | Manuale 6 marce     | 1.570              | 250          | 5"9                 | 6,3                | 142                   | 07/2016-07/2021    |
| M235i              | Coupé       | N55B30 | 2979           | Iniezione elettronica Turbo double-scroll | 326/ 5800-6000 | 450/ 1300-4500 | posteriore | Manuale 6 marce     | 1.455              | 250          | 5"                  | 8,2                | 189                   | 11/2013-08/2015    |
| M235i              | Coupé       | N55B30 | 2979           | Iniezione elettronica Turbo double-scroll | 326/ 5800-6000 | 450/ 1300-4500 | posteriore | Aut.seq. 8 rapporti | 1.470              | 250          | 4"6                 | 7,6                | 176                   | 08/2015-06/2016    |
| M235i              | Cabrio      | N55B30 | 2979           | Iniezione elettronica Turbo double-scroll | 326/ 5800-6000 | 450/ 1300-4500 | posteriore | Manuale 6 marce     | 1.600              | 250          | 5"2                 | 8,5                | 199                   | 03/2015-08/2015    |
| M235i              | Cabrio      | N55B30 | 2979           | Iniezione elettronica Turbo double-scroll | 326/ 5800-6000 | 450/ 1300-4500 | posteriore | Aut.seq. 8 rapporti | 1.620              | 250          | 5"                  | 8                  | 184                   | 08/2015-06/2016    |
| M235i xDrive       | Coupé       | N55B30 | 2979           | Iniezione elettronica Turbo double-scroll | 326/ 5800-6000 | 450/ 1300-4500 | Integrale  | Aut.seq. 8 rapporti | 1.525              | 250          | 4"6                 | 7,8                | 182                   | 09/2014-06/2016    |
| M235i xDrive       | Cabrio      | N55B30 | 2979           | Iniezione elettronica Turbo double-scroll | 326/ 5800-6000 | 450/ 1300-4500 | Integrale  | Aut.seq. 8 rapporti | 1.670              | 250          | 4"9                 | 8,4                | 193                   | 11/2015-06/2016    |
| M240i              | Coupé       | B58B30 | 2998           | Iniezione elettronica Turbo double-scroll | 340/5500       | 500/ 1500-4500 | Posteriore | Manuale 6 marce     | 1.485              | 250          | 4"6                 | 7,2                | 163                   | 07/2016-07/2021    |
| M240i              | Cabrio      | B58B30 | 2998           | Iniezione elettronica Turbo double-scroll | 340/5500       | 500/ 1500-4500 | Posteriore | Manuale 6 marce     | 1.620              | 250          | 4"7                 | 7,4                | 169                   | 07/2016-07/2021    |
| M240i xDrive       | Coupé       | B58B30 | 2998           | Iniezione elettronica Turbo double-scroll | 340/5500       | 500/ 1500-4500 | Integrale  | Aut.seq 8 rapporti  | 1.540              | 250          | 4"4                 | 7,4                | 169                   | 07/2016-07/2021    |
| M240i xDrive       | Cabriolet   | B58B30 | 2998           | Iniezione elettronica Turbo double-scroll | 340/5500       | 500/ 1500-4500 | Integrale  | Aut.seq 8 rapporti  | 1.670              | 250          | 4"7                 | 7,9                | 179                   | 07/2016-07/2021    |
| M2                 | Coupé       | N55B30 | 2979           | Iniezione elettronica Turbo double-scroll | 370/6500       | 500/ 1450-4750 | Posteriore | Manuale 6 marce     | 1.495              | 250          | 4"5                 | 8,5                | 199                   | 10/2015-06/2018    |
| M2 Competition     | Coupé       | S55B30 | 2979           | Iniezione elettronica Turbo double-scroll | 410/ 5230-7000 | 550/ 2350-5230 | Posteriore | Manuale 6 marce     | 1.550              | 250          | 4"4                 | 9,8                | 224                   | 06/2018-07/2021    |
| M2 CS              | Coupé       | S55B30 | 2979           | Iniezione elettronica Turbo double-scroll | 450/6250       | 550/ 2350-5500 | Posteriore | Manuale 6 marce     | 1.550              | 280          | 4"2                 | 10"2               | 233                   | 03/2020-07/2021    |
| Versioni a gasolio |             |        |                |                                           |                |                |            |                     |                    |              |                     |                    |                       |                    |
| 218d               | Coupé       | N47D20 | 1995           | Turbodiesel common rail                   | 143/4000       | 320/ 1750-2500 | Posteriore | Manuale 6 marce     | 1.355              | 213          | 8"9                 | 4.3                | 119                   | 11/2013-10/2015    |
| 218d               | Coupé       | B47D20 | 1995           | Turbodiesel common rail                   | 150/4000       | 320/ 1500-3000 | Posteriore | Manuale 6 marce     | 1.375              | 213          | 8"4                 | 4.4                | 116                   | 11/2015-11/2020    |
| 218d               | Cabrio      | B47D20 | 1995           | Turbodiesel common rail                   | 150/4000       | 320/ 1500-3000 | Posteriore | Manuale 6 marce     | 1.520              | 208          | 8"9                 | 4.7                | 124                   | 11/2015-11/2020    |
| 220d               | Coupé       | N47D20 | 1995           | Turbodiesel common rail                   | 184/4000       | 380/ 1750-2750 | Posteriore | Manuale 6 marce     | 1.375              | 230          | 7"2                 | 4.8                | 125                   | 11/2013-11/2014    |
| 220d               | Coupé       | B47D20 | 1995           | Turbodiesel common rail                   | 190/4000       | 400/ 1750-2500 | Posteriore | Manuale 6 marce     | 1.390              | 230          | 7"1                 | 4.5                | 115                   | 11/2014-11/2020    |
| 220d               | Cabrio      | B47D20 | 1995           | Turbodiesel common rail                   | 190/4000       | 400/ 1750-2500 | Posteriore | Manuale 6 marce     | 1.535              | 225          | 7"5                 | 4.7                | 124                   | 03/2015-11/2020    |
| 220d xDrive        | Coupé       | B47D20 | 1995           | Turbodiesel common rail                   | 190/4000       | 400/ 1750-2500 | Integrale  | Aut.seq. 8 rapporti | 1.485              | 225          | 6"9                 | 4.7                | 124                   | 03/2015-11/2020    |
| 225d               | Coupé       | N47D20 | 1995           | Bi-Turbodiesel common rail                | 218/4400       | 450/ 1750-2500 | Posteriore | Aut.seq. 8 rapporti | 1.390              | 242          | 6"3                 | 4.7                | 124                   | 11/2013-10/2015    |
| 225d               | Coupé       | B47D20 | 1995           | Bi-Turbodiesel common rail                | 224/4400       | 450/ 1500-3000 | Posteriore | Aut.seq. 8 rapporti | 1.430              | 243          | 6"2                 | 4.7                | 124                   | 11/2015-06/2019    |
| 225d               | Cabrio      | B47D20 | 1995           | Bi-Turbodiesel common rail                | 224/4400       | 450/ 1500-3000 | Posteriore | Aut.seq. 8 rapporti | 1.575              | 235          | 6"4                 | 4.9                | 128                   | 11/2015-06/2019    |

## Attività sportiva

### M235i Racing

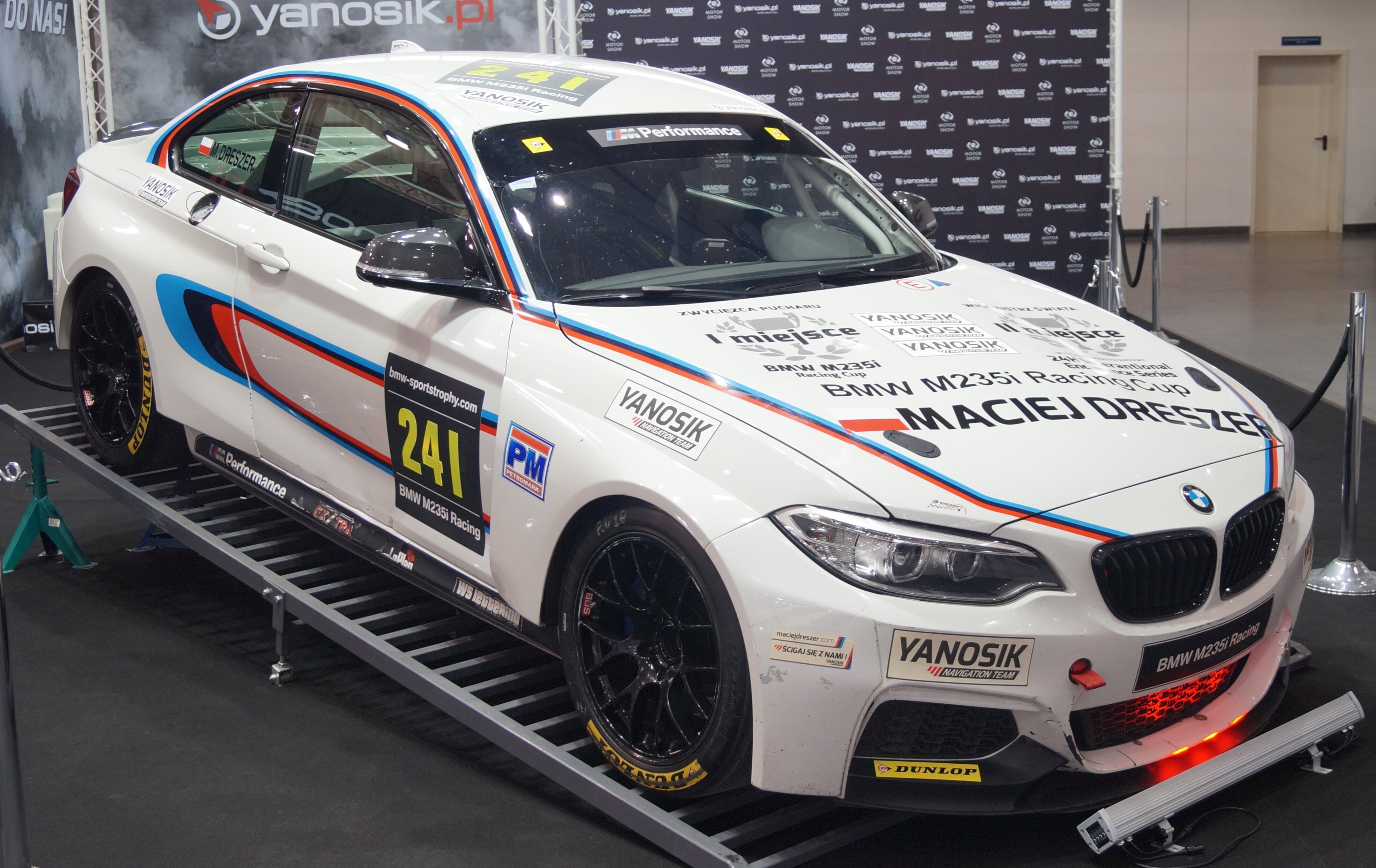
M235i Racing

La M235i Racing è una versione da corsa pensata e omologata per l'uso in pista in competizioni agonistiche della Serie 2 sviluppato dalla divisione BMW Motorsport. È utilizzata nella BMW M235i Racing Cup, un campionato monomarca all'interno del VLN (Nürburgring Endurance Championship), ed è anche venduta ai team clienti in altri campionati. Il suo motore 3.0 litri sei cilindri i linea sviluppa una potenza massima di 333 CV (245 kW). Come una macchina per l'uso in pista volto a piloti amatoriali, la vettura dispone di aiuti alla guida come i freni con sistema antibloccaggio, controllo di trazione e controllo della stabilità.

### BMW M240i Racing

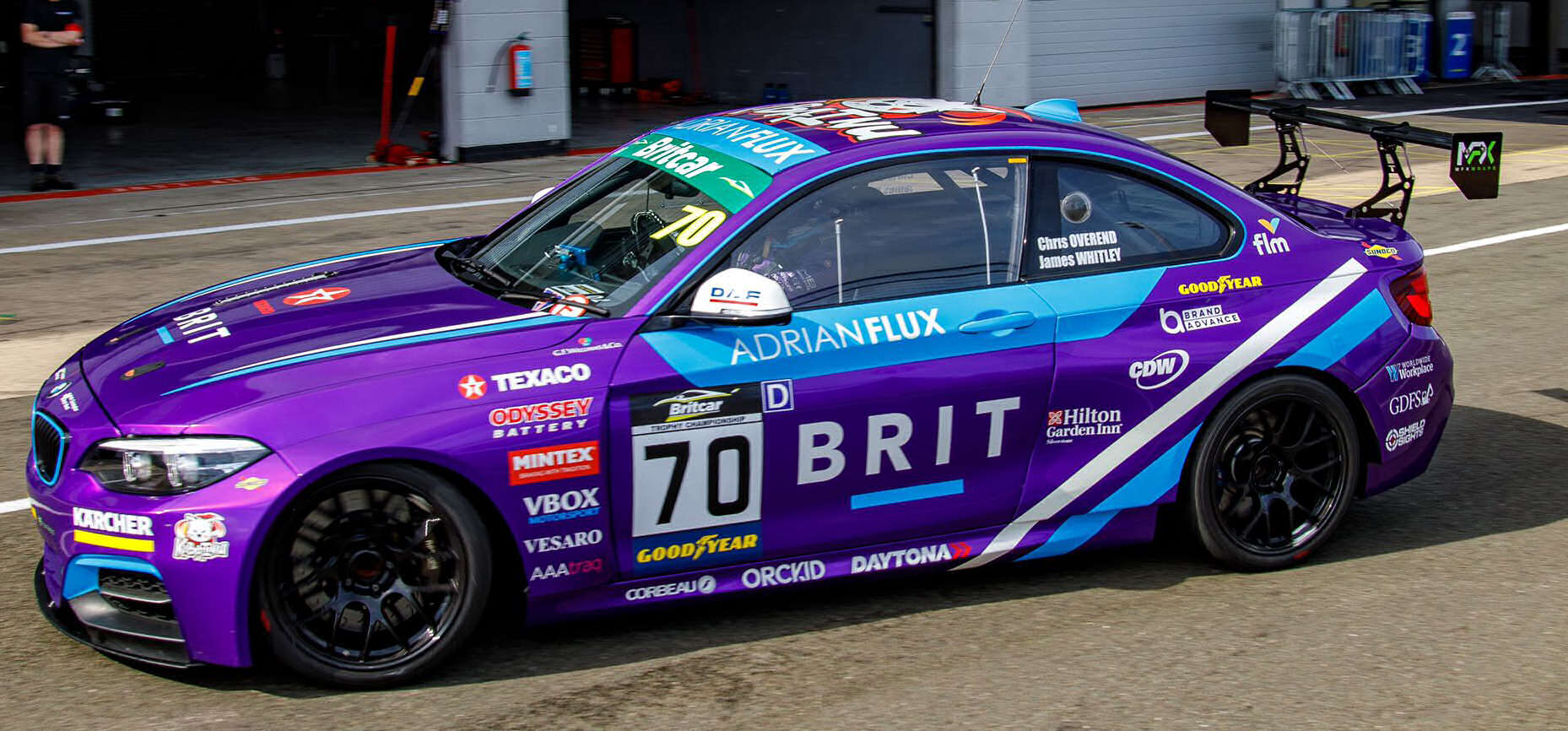
BMW M240i Racing

La BMW M240i Racing è una versione pesantemente rivista e aggiornata dal reparto BMW M Motorsport della BMW M235i Racing. La vettura è stata utilizzata dalla stagione 2019 nel campionato monomarca BMW M240i Racing Cup. La BMW M240i Racing presenta splitter e spoiler maggiorati, un software di gestione del motore aggiornato e un sedile del pilota di nuova concezione. Sull'M240i Racing la potenza è maggiore arrivando ad erogare 340 CV (254 kW) e 10 Nm in più fino a toccare 460 Nm. Essendo un'auto omologata solo ed esclusivamente per essere impiegata nelle competizioni, è dotata di un roll-bar completo approvato dalla FIA, certificato dal DMSB.

## Riconoscimenti
- Red Dot Design Award 2014[20][21]